# Jean-Baptiste Boussingault
Jean-Baptiste Joseph Dieudonné Boussingault (París, 1 de febrero de 1801-París, 11 de mayo de 1887) fue un químico francés que hizo contribuciones relevantes a la ciencia agrícola, a la química del petróleo y a la metalurgia. Entre otros notables hallazgos, fue el descubridor de la fijación del nitrógeno en los suelos por la acción de las plantas leguminosas.

## Biografía

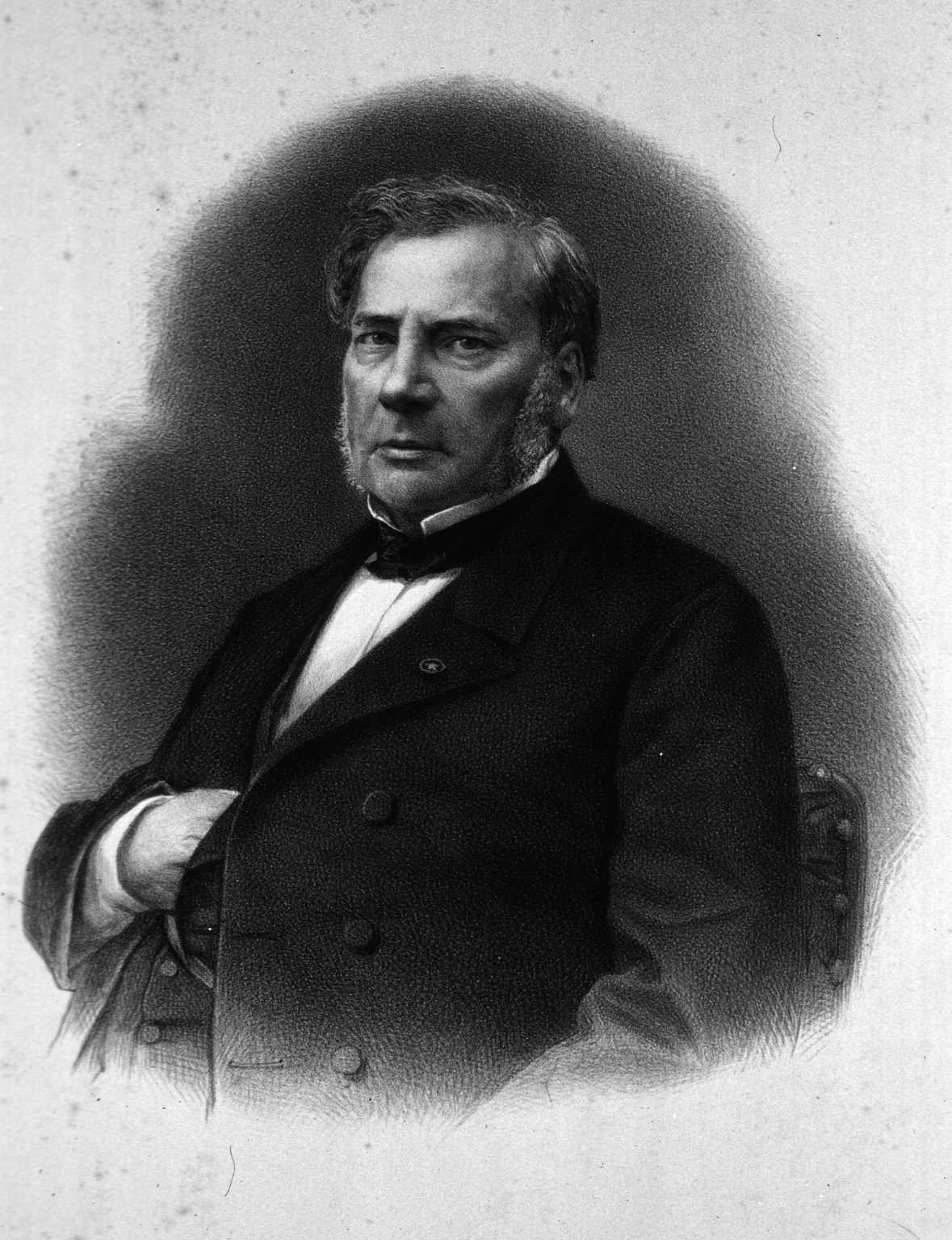
Jean Baptiste Boussingault

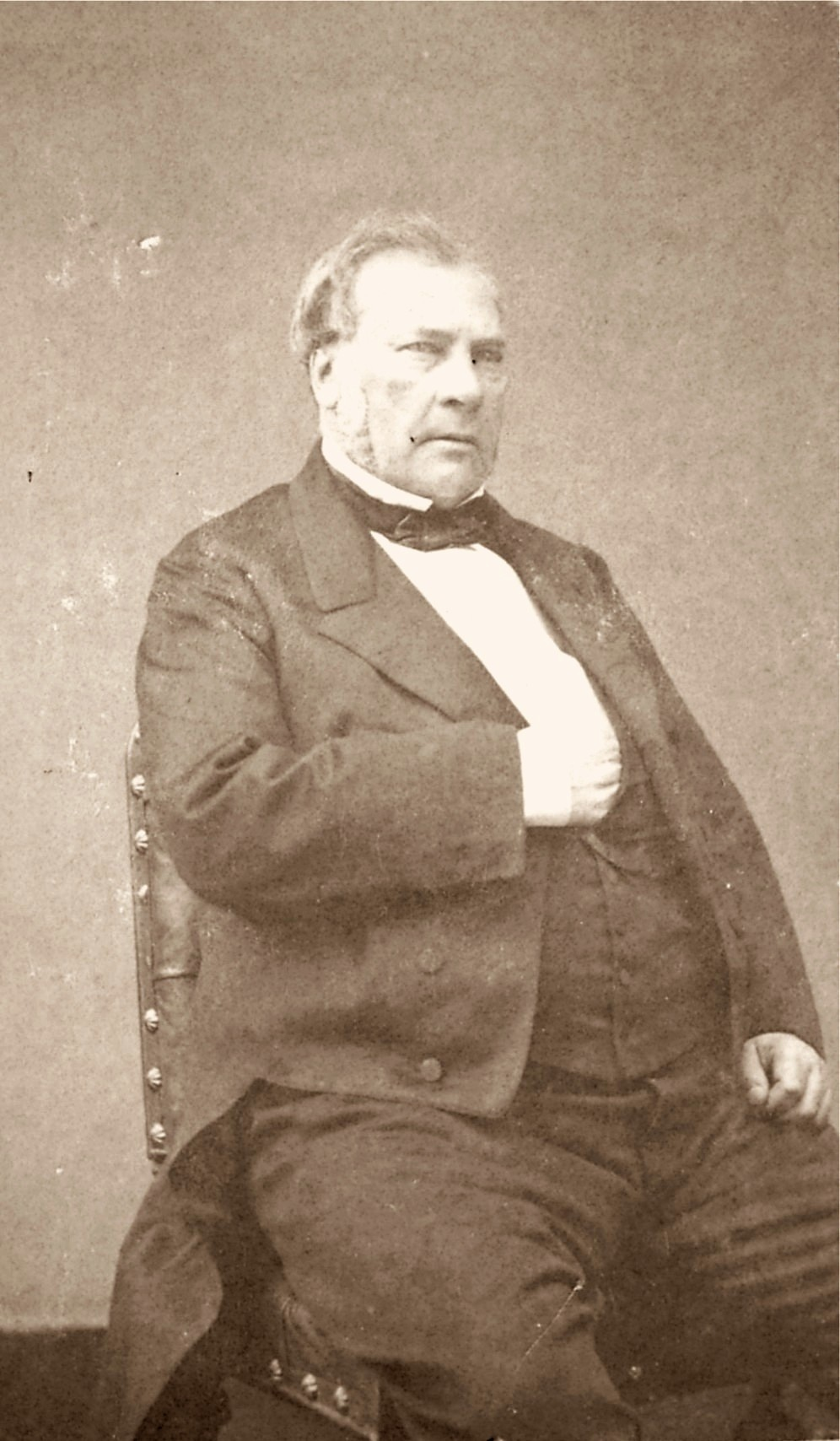
Jean Baptiste Boussingault, fotografía de Pierre Petit.

Jean-Baptiste Boussingault nació en París. Después de estudiar en la escuela de minas en Saint-Étienne estuvo en Alsacia trabajando en los yacimientos de asfalto durante dos años, en lo que sería un período crucial para sus posteriores contribuciones a la ciencia. Durante la insurrección de las colonias españolas de 1822 viajó a Venezuela acompañado por el geólogo peruano Mariano Rivero por cuenta de una compañía minera inglesa contratada por el general Simón Bolívar. En la laguna de Urao cercana a Lagunillas, Estado Mérida (Venezuela) descubrió el mineral gaylussita. En Santa Fe de Bogotá se incorporó al ejército de Bolívar y viajó ampliamente por el norte del subcontinente sudamericano, alcanzando la máxima altitud para un explorador occidental al coronar el Chimborazo en una de sus expediciones. Jean-Baptiste Boussingault fue en compañía del coronel Francis Hall (†1833) un periodista Inglés. Contrariamente a lo indicado en las entradas más antiguas de la Enciclopedia Británica, sus mayores contribuciones están relacionadas con el campo de la biología.
Tras su regreso a Francia contrajo matrimonio con Adele Le Belio, cuya familia tenía la concesión de los yacimientos de asfalto donde anteriormente había trabajado, y fue en esta época cuando realizó sus mayores descubrimientos. Posteriormente trabajó como profesor de química en Lyon, y en 1839 obtuvo la cátedra de química agrícola y analítica en el Conservatoire National des Arts et Métiers en París. En 1848 fue elegido diputado a la Asamblea Nacional de Francia, representando como republicano moderado a su provincia de adopción, la Alsacia. Tres años más tarde fue inhabilitado de sus cargos docentes debido a sus opiniones políticas, como muestra del resentimiento de los científicos en general, y especialmente de sus colegas, que confabularon para expulsarle del cuerpo académico al que pertenecía. Murió en París. Sus restos descansan en el cementerio del Père Lachaise.

## Realizaciones
Sus primeros escritos versaron sobre temas agrícolas y mineros, y sus recorridos por América del Sur le permitieron llevar a cabo una serie de estudios, como la causa del bocio en las Cordilleras, descubriendo la importancia del yodo en su prevención y tratamiento. A su vuelta a Europa, propuso la utilización de la sal yodada para este fin, aunque los médico de la época no tuvieron en ceunta sus observaciones. Estudió también los gases de los volcanes, los terremotos, o la lluvia tropical, recibiendo elogios de Alexander von Humboldt. Desde 1836 se dedicó principalmente a la química agrícola y a la fisiología animal y vegetal, con incursiones ocasionales en la química mineral. Sus trabajos incluyen artículos sobre la cantidad de nitrógeno en alimentos diferentes, la cantidad de gluten en distintos tipos de trigo, investigaciones acerca de si las plantas pueden asimilar nitrógeno libre de la atmósfera (cuestión cuya respuesta concluyó que es negativa, poniendo las bases de lo que se conocerá más adelante como el ciclo del nitrógeno), la respiración de las plantas, la función de sus hojas, la acción y el valor del estiércol y los fertilizantes químicos, y otros temas similares. En 1839 fue elegido miembro extranjero de la Real Academia de las Ciencias de Suecia.
A través de su mujer Adele Le Bel compartió una propiedad en Pechelbronn (Alsacia), donde llevó a cabo numerosos experimentos agrícolas en la que es considerada la primera estación agrícola experimental de la historia (en lo que se refiere a la experimentación científica basada en trabajos de campo). Colaboró con Jean-Baptiste Dumas como coautor del Essai de statique chimique des ltres organists (1841), y fue el autor del Traite d'economie rurale (1844), remodelado como Agronomie, chimie agricole, et physiologie (5 vols., 1860–1874; 2.º ed., 1884), y de Etudes sur la transformation du fer en acier (1875).

### Boussingault y la ciencia agrícola
Boussingault fue un personaje excepcional en la ciencia agrícola, organizando y dirigiendo la primera estación experimental agrícola del mundo y haciendo una serie de descubrimientos fundamentales para sentar las bases de la agricultura moderna.

### Primera estación de experimentación agrícola

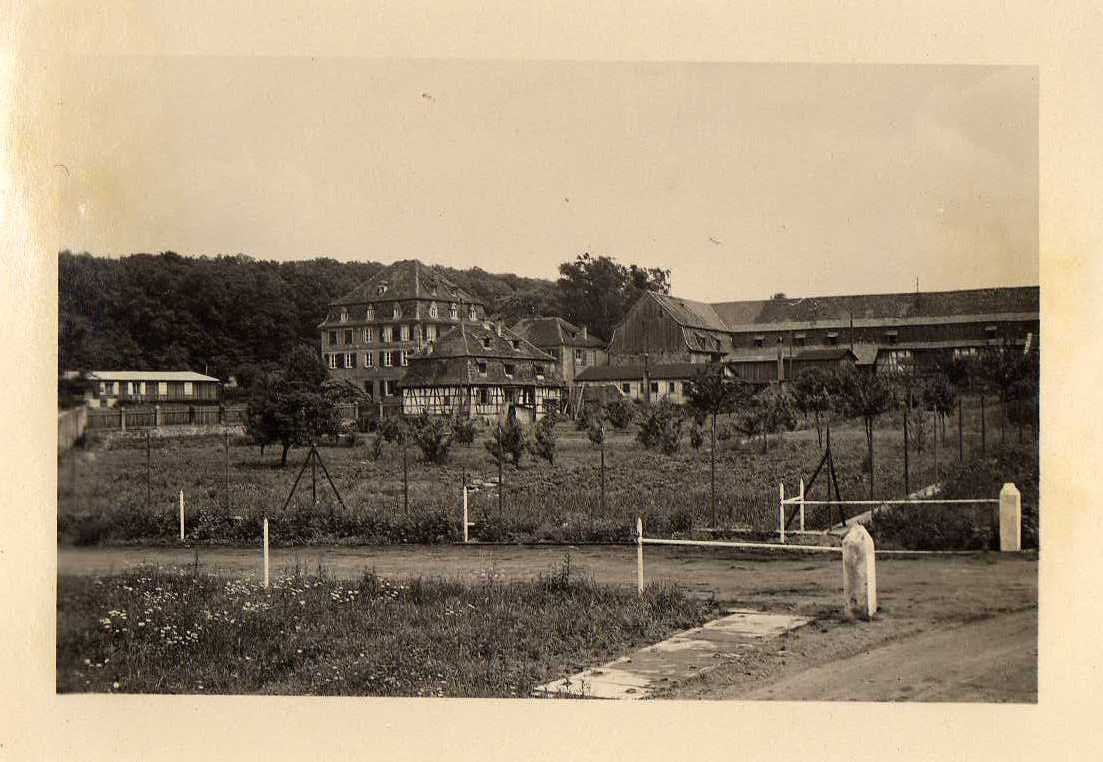
La granja experimental en sus primeros tiempos.

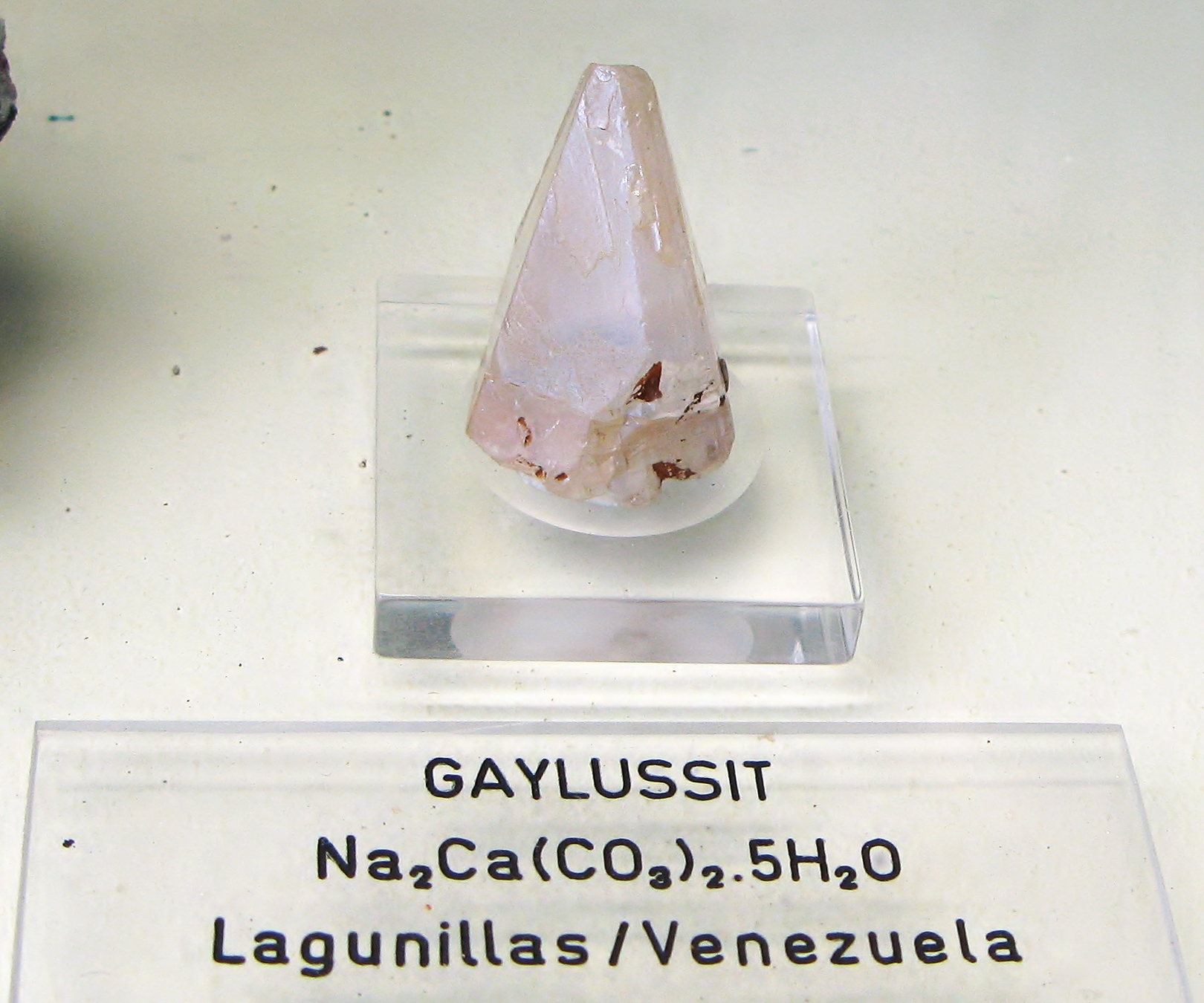
Mineral Gaylussita descubierto en Lagunillas, Estado de Mérida, Venezuela

En 1836, Boussingault estableció la primera estación experimental agrícola en la propiedad de su mujer de Pechelbronn (Alsacia), a unos 60 km al norte de Estrasburgo. Rothamsted (en el Reino Unido), generalmente considerada la estación experimental todavía en servicio más antigua, comenzó a trabajar en 1843 (siete años más tarde), y el equivalente alemán en Moeckern comenzó su andadura en 1852. En su condición de experto en química, una materia en rápida expansión en aquellos años, y teniendo en cuenta el atraso de la aplicación de esta disciplina a la agricultura, es lógico que muchas de las contribuciones del trabajo de Boussingault estuviesen relacionadas con la química del suelo y con el conocimiento de la nutrición de las plantas.
La estación experimental no le sobrevivió, sometida a las turbulencias de la guerra Franco-Prusiana de 1870. Recibió muestras de respeto de algunos de los más notables científicos contemporáneos, como el químico Justus von Liebig, quien proclamó a Boussingault como el pionero y descubridor de muchos avances en la química del suelo y de las plantas.
El emplazamiento de su primera estación experimental agrícola, es hoy una enorme granja y un complejo de dependencias con necesidad urgente de restauración (ver foto). En abril de 2011, en un panel explicativo se corregía el mal entendiendo según el cual su trabajo experimental fue realizado en otro lugar de Pechelbronn, donde Boussingault tuvo una casa. La confusión es entendible porque la historia del área está dominada por las tecnologías desarrolladas en la industria del asfalto, a la que Boussingault contribuyó como parte de su trabajo en la región. La sombra arrojada por esta faceta más conocida, ha motivado la desatención sobre el resto de su trabajo por parte de los científicos y de los historiadores de la ciencia.

## Descubrimientos científicos
Boussingault reintrodujo los métodos cuantitativos empleados inicialmente por de Saussure, y se le reconoce como el descubridor de múltiples procesos relacionados con la agricultura, así como con los campos del petróleo y la metalurgia. En agricultura, sus descubrimientos incluyen:
1. El primer análisis del crecimiento de las plantas y su desarrollo mediante la rotación de cultivos
2. El aumento del nitrógeno en el suelo subsiguiente al crecimiento de cultivos de plantas leguminosas
3. La teoría (más tarde confirmada porJean-François Persoz) de que una fracción de los carbohidratos de una ración alimentaria es metabolizada en grasa por los herbívoros
4. El crecimiento de las plantas es proporcional a la cantidad de nitrógeno asimilable disponible, lo que en términos prácticos permite un crecimiento de las plantas mayor que la aplicación simultánea de fósforo y nitrógeno
5. Definición del cociente fotosintético

El proceso Haber-Bosch, básico para la fabricación de fertilizantes nitrógenados, está relacionado con sus descubrimientos.

## Reconocimientos
- El mineral Boussingaultita lleva este nombre en su honor.
- El género de plantas Boussingaultia, bautizado así en su memoria.
- El cráter lunar Boussingault conmemora su nombre.[6]

## Memorias
Boussingault dejó varios volúmenes de Memorias, relacionadas tanto con el objeto de sus muy diversas investigaciones científicas, como con sus aventuras personales más coloristas, especialmente con Bolívar en América del Sur. En estas Memorias, Boussingault detalla una parte de sus estudios científicos en los territorios explorados durante su viaje, así como también una particular descripción social, política e histórica de la Gran Colombia. Es de especial interés para la historiografía venezolana por sus opiniones sobre Bolívar, Páez, Santander, Flórez, Sucre, Obando, Sáenz, y varios personajes históricos de la sociedad, el gobierno y la política de la Gran Colombia.
En 1949 Augusto Mijares cometió el error histórico de mandar a quemar la edición completa de 5000 ejemplares de las Memorias por las referencias sexuales que hace de la vida de Bolívar. Tiempo después, Mijares diría sobre aquella decisión: «Lo que yo mandé a incinerar como Ministro de Educación fue un extracto en 166 páginas de aquellas memorias».

### Motivos
A finales de 1821, apenas iniciado el gobierno de Francisco de Paula Santander, Francisco Antonio Zea, entonces enviado extraordinario y ministro plenipotenciario de la Gran Colombia en Europa, recibió la orden del gobierno para organizar una misión científica que se dirigiera a Bogotá para fundar una Escuela de Minas y un Museo de Ciencias Naturales. La expectativa de una expedición científica europea a  la Gran Colombia tuvo un gran impacto en los medios científicos franceses. Grandes reconocidos naturalistas europeos estaban interesados en Sudamérica, entre los que se encontraba Alexander Von Humboldt, quien contribuiría desde Europa al desarrollo de esta expedición. En mayo de 1822, Zea conformó la expedición con 5 naturalistas, los cuales eran: Boussingault, Marino Rivero, François Desiré Roulin, Jacques Bourdon y Justine-Marie Goudot.
Boussingault manifestó en sus Memorias el interés por embarcarse en esta expedición. Su deseo por abandonar Europa con el fin de continuar sus estudios de geología en países lejanos lo motivó a aceptarla propuesta de Francisco Antonio Zea. Por lo cual, en sus memorias sostendría que "como yo no conocía sino los volcanes apagados de Auvernia y en los Andes abundaban los activos, no vacilé en lanzarme a la aventura". De igual forma, Boussingault fue motivado por un interés económico, destacando en sus memorias que: "me ofrecían 7.000 francos de sueldo, un grado equivalente a ese sueldo y mi transporte en un buque de guerra, además, debía suscribir un contrato por cuatro años”.

### Inicio del viaje
Después de varios días de preparativos y gran ayuda del Barón Alexander von Humboldt, Jean Baptiste Boussingault reúne todo el equipo científico necesario para emprender la misión científica, además de los víveres necesarios para emprender su largo viaje por el océano.
El viaje de Boussingault inicia en Amberes el 22 de septiembre de 1822. Zarpa en el bergantín “New York”, al mando del capitán Maitland. Su primera parada es en Portsmouth, debido al mal clima. Es allí donde el 9 de octubre del mismo año se rebela la tripulación del navío y es necesario realizar un cambio correspondiente de personal, después de las dificultades el barco vuelve a zarpar.
Salen de la Isla Weight hasta el 14 de octubre, siempre acompañados de un mal clima; el 20 de octubre son perseguidos por un navío español, enemigo y con intenciones hostiles. Sin embargo, debido al fuerte armamento que llevaba el navío en el que se encontraba Boussingault, prefirió huir en vez de buscar un ataque frontal contra el navío que transportaba al científico francés.
El 21 de noviembre el navío divisa tierra firme, atraca y Boussingault desembarca el 22 de noviembre de 1822 en el puerto de La Guaira, Venezuela. “Curioso espectáculo el que se presentó a mis ojos: ¡todo era nuevo para mí! Las plantas que apenas había divisado en las tierras cálidas, las plantaciones de café, de cacao y los campos de añil; no encontré sino una cosa conocida: ¡las rocas! Eran el granito, el neis y el esquisto micáceo que yo había visto ya en las montañas del Forez.”.

### Viaje de Boussingault por Venezuela
El viaje de Boussingault por Venezuela, inicia en La Guaira. La primera visión de Boussingault es una gran diversidad en las gentes de esta región, los primeros días en La Guayra se queda en una posada. Pasa varios días en La Guayra, haciendo excursiones sencillas y estudiando el terreno latinoamericano para los estudios científicos.
Un elemento recurrente dentro de las memorias de Boussingualt por su viaje a Venezuela, es la pérdida material aún tangible en las ruinas de un terremoto ocurrido en el año de 1812. Es una visión recurrente en las ciudades que él visitara en ese momento, sobre todo, durante su estancia en Caracas, epicentro de la gran calamidad, pero a medida de que se aleja de ese epicentro, los daños son cada vez menos. Boussingault llegó el 9 de abril a Caracas, encontrándose con un panorama de destrucción. El terremoto se sintió, según él, por toda la cordillera oriental.
Dentro de su estadía en Caracas hace una expedición al Cerro La Silla, cerro que también había escalado Humboldt durante su viaje a inicios del siglo XIX. El objetivo de escalar este cerro para Boussingault era corroborar las mediciones de Humboldt como parte de su misión científica, esta excursión tuvo dos intentos para completarse, una el 17 de diciembre de 1822 y la siguiente y exitosa el 12 de enero de 1823.
El inicio del camino de Boussingault para Santa Fe (Bogotá) y las actividades que iba a llevar a cabo durante todo el viaje es el siguiente: “más adelante yo debía llevar a cabo una nivelación barométrica hasta Santa Fe de Bogotá, verificar las medidas de la ruta entre esta ciudad y Caracas, y además señalar los yacimientos de minas que tuviera la ocasión de observar”. La primera parada después de Caracas es en el Valle de Aragua, donde Boussingault conoce al general Páez, el cual será su superior mientras esté bajo el servicio del gobierno colombiano durante la misión científica. 
El inicio del recorrido es en Maracay, ciudad a la que llegan 4 días después de salir de Caracas, al paso de las mulas. Maracay, según las descripciones de Boussingault, es un territorio sumamente rico en vegetación, tiene las condiciones ambientales para que sobrevivan hasta las plantas más exigentes. Desde Maracay Boussingault hizo pequeñas excursiones hacia los alrededores, estudiando principalmente las características geológicas del territorio.
Después de un mes en la ciudad de Maracay salieron camino hacia Valencia, donde son recibidos por una viuda, la cual perdió todo por culpa de la guerra que aún se vivía en territorio de la Gran Colombia. En este territorio aún se estaban librando enfrentamientos entre el ejército patriota y el ejército realista; esto obligaba a Boussingault ir en constante tensión durante los trayectos entre una ciudad y otra, deseando no encontrarse con patrullas españolas que podrían dificultar su viaje.
De Valencia van hacia Tinaco, llegan el 13 de marzo a esta población y salen el 17 de marzo con el objetivo de llegar a Barquisimento, después al pueblo de Quibor el 19 de marzo y posteriormente hacia Tocuyo y Mérida, donde Boussingault y su grupo tienen el primer contacto con uno de sus objetivos principales, las minas. En Tocuyo se rumoreaba que había minas de cobre .
Después de esto, siguen su camino, hacia Trujillo el 30 de marzo y a comienzos de abril en su camino a Mérida, pasa por el páramo de Mucuchies, estudiando la flora especial de ese ecosistema.
Desde Mérida, Boussingault recorrió un largo camino para poder entrar al actual territorio colombiano, los ríos fueron inclementes igual que el clima, la comida escaseaba y era un largo camino para llegar a Cúcuta y posteriormente a Pamplona, donde estaría el grueso de sus actividades científicas con base en la minería durante el año de 1829.

### Viaje de Boussingault por Colombia
El 2 de mayo de 1823 arribaría a Cúcuta y casi un año más tarde, el 24 de mayo de 1823, llegaría a Bogotá por primera vez, donde permanecería intermitentemente por 7 años. Posteriormente, partiendo de Bogotá, en 1824 realizaría una expedición a los llanos del Meta. Tras regresar a Bogotá, en 1825 realizaría una expedición por la cordillera oriental hacia Zipaquirá, Muzo y Pamplona con el fin de estudiar la minería de sal y esmeralda en esta región de Colombia. Luego, de 1825 a 1826, recorrería la cordillera central y oriental de Colombia para dirigirse hacia las minas de oro de la vega de Supía y Mármato en la provincia de Antioquia, donde aprovecharía su paso por la provincia de Antioquia para visitar Rionegro, Medellín y Santa Rosa de Osos. Después, en 1826, residiría en los valles del Río Magdalena entre Honda y Mariquita, donde asesoraría ciertas minas en esta región. Posteriormente, en 1827 Boussingault cruzaría la cordillera central para regresar a las minas de Supía y Mármato donde oficiaría como superintendente. Luego, en 1829, realizó una expedición a la región aurífera y platinífera del Chocó, donde realizaría descripciones muy importantes para el estudio etnográfico en Colombia sobre los Chamis, los cuales no habían sido afectados por la colonización española. Finalmente, en 1830 regresó a Supía y Mármato donde finalizaría sus obligaciones con estas minas con el fin de emprender su viaje hacia el sur occidente de Colombia y Ecuador para estudiar su región volcánica.
El principal aporte científico de las expediciones de Boussingault por Colombia fue sobre la minería de oro, y ocasionalmente de plata. Tras el fracaso del proyecto de la Escuela de Minas, producto del contexto social, político y económico de una Gran Colombia que se encontraba en guerra contra España, la viabilidad económica del proyecto era bastante difícil por lo cual el gobierno de este período decidió la cancelación del contrato de los cinco científicos seleccionados y el cierre de la Escuela de Minas. Sin embargo, los conocimientos sobre minería eran especialmente valorados por diversos empresarios vinculados a este rubro, por lo cual, sus servicios fueron requeridos para que realizara visitas y diera sus consejos y asesorías, tal es el caso de las minas de Supía, Mármato y Mariquita. En conclusión, las aportaciones de Boussingault tuvieron un efecto práctico que contribuyó al impulso de esta actividad económica.

### Viaje de Boussingault por Ecuador
Desde Pasto, recorriendo la cordillera de los Andes, el naturalista francés llegó hasta Quito. En Quito, Boussingault es recibido en 1831 por los nobles locales. Al momento de su llegada a Ecuador, la Gran Colombia se había desintegrado y como consecuencia se conformaría la República del Ecuador fungiendo Juan José Flores como su primer presidente. Estando allí, Boussingault trabajaría el gobierno de Juan José Flores, afirmando en una de sus anécdotas detalladas en sus memorias que: "hubo en esos días en casa de Flórez, presidente del Ecuador, una gran recepción: yo pertenecía a su estado mayor y debí permanecer en gran uniforme; me encontraba al lado del jefe del Estado cuando un religioso llegó a presentarle sus respetos". Además, Boussingault realizaría una minuciosa descripción social, histórica y topográfica del Ecuador.
Sin embargo, el principal objetivo de Boussingault durante su visita a Ecuador era realizar varias ascensiones a los volcanes ecuatorianos con el fin de estudiarlos científicamente, entre ellos al Chimborazo, el nevado más alto del Ecuador. También subió a los volcanes Antisana, Cotopaxi, y Pichincha.